# Marie François Xavier Bichat

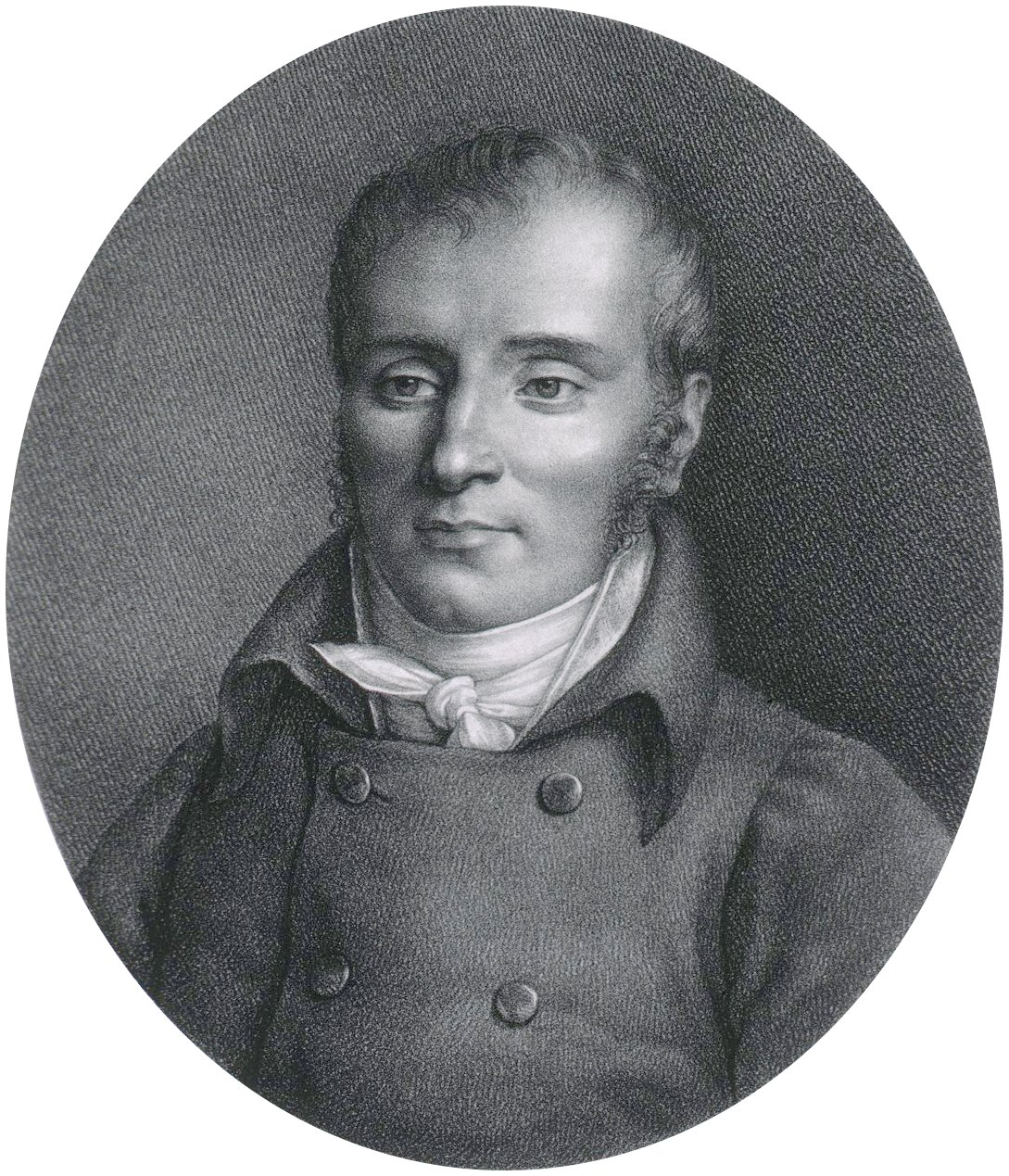
Marie François Xavier Bichat

Marie François Xavier Bichat (ur. 14 listopada 1771 w Thoirette, zm. 22 lipca 1802) – francuski anatom i fizjolog.
Urodził się w 1771 roku jako syn lekarza. Studiował w Nantui i potem w Lyonie. Początkowo zajmował się matematyką i fizyką, potem pod wpływem M. A. Petita (1766-1811) zdecydował się na medycynę. W latach rewolucji francuskiej zmuszony był uciec z Lyonu i od 1793 roku przebywał w Paryżu. Tam uczył się u Pierre Josepha Desaulta, który traktował Bichata jak własnego syna. Przez dwa lata dwaj lekarze blisko współpracowali, jednak w 1795 roku Desault niespodziewanie zmarł. Bichat zmarł kilka lat później, w wieku zaledwie 30 lat, z powodu gruźlicy płuc.
Bichat pamiętany jest jako ojciec współczesnej patologii i histologii, mimo że pracował bez mikroskopu. Wprowadził do medycyny pojęcie tkanki, i wyznawał pogląd, że choroba atakuje raczej tkanki, niż narządy.
Jego nazwisko pojawiło się na liście 72 nazwisk na wieży Eiffla.

## Prace
- Traité des membranes en général, et de diverses membranes en particulier
- Anatomie générale appliquée à la physiologie et à la médecine
- Recherches physiologiques sur la vie et la mort